# 蜂須賀喜信
蜂須賀 喜信（蜂須賀 嘉信、はちすか よしのぶ、1878年（明治11年）2月16日 - 没年不明）は、大日本帝国陸軍軍人。最終階級は陸軍少将。

## 経歴・人物
徳島県出身。1899年（明治32年）陸軍士官学校第11期卒業。
1923年（大正12年）8月に陸軍歩兵大佐・丸亀連隊区司令官、1925年（大正14年）5月に歩兵第34連隊長、1926年（大正15年）12月に近衛歩兵第3連隊長を経て、1928年（昭和3年）8月に陸軍少将に昇進。歩兵第5旅団長を補任する。その後、1930年（昭和5年）8月に第16師団司令部附を経て、1932年（昭和7年）4月11日に待命、同年4月28日に予備役に編入する。
1947年（昭和22年）11月28日、公職追放仮指定を受けた。

## 栄典
- 1940年（昭和15年）8月15日 - 紀元二千六百年祝典記念章[4]